# José Ismael Montagnoli
José Ismael Montagnoli (nacido el 30 de agosto de 1926 en Magdalena, Buenos Aires, Argentina - fallecido el 19 de abril de 1994 en París, Francia) fue un futbolista argentino. Jugaba de delantero y su primer club fue Huracán. Fue padre del ex-futbolista francés nacionalizado argentino Dougall José Montagnoli.

## Carrera
Comenzó su carrera en la Argentina en el año 1945 jugando para Huracán. En 1948 se pasó a Gimnasia de La Plata. En 1951 se fue a Brasil para jugar en el Palmeiras. En ese año José Ismael se trasladó a Francia para formar parte de las filas del FC Sochaux. Jugó para el club hasta 1952. En 1953 se fue al Paris FC. En ese año se fue al club FC Metz, jugando para el equipo hasta 1954. Ese año siguió recorriendo Europa, yéndose esta vez a Italia para jugar en el Spal. Jugó para el club hasta 1955. 17 años después, en 1972 regresó a Francia, en donde forma parte de las filas del Niza, en donde se retiró en 1975.

## Fallecimiento
Falleció en Francia el 19 de abril de 1994 a causa de un paro cardiorrespiratorio.

## Clubes
| Club                 | País      | Año       |
| -------------------- | --------- | --------- |
| Huracán              | Argentina | 1945      |
| Gimnasia de La Plata | Argentina | 1948      |
| Palmeiras            | Brasil    | 1951      |
| Sochaux              | Francia   | 1951-1952 |
| Paris FC             | Francia   | 1953      |
| FC Metz              | Francia   | 1953-1954 |
| Spal                 | Italia    | 1954-1955 |
| Niza                 | Francia   | 1972-1975 |